# Manuela Henkel
Manuela Henkel (Neuhaus am Rennweg, 4 dicembre 1974) è un'ex fondista tedesca, campionessa olimpica nella staffetta a Salt Lake City 2002.
È sorella della biatleta Andrea, a sua volta sciatrice nordica di alto livello.

## Biografia
In Coppa del Mondo esordì il 14 dicembre 1994 a Tauplitzalm (27ª), ottenne il primo podio il 14 gennaio 2001 a Soldier Hollow (2ª) e la prima vittoria il 19 gennaio 2003 a Nové Město na Moravě.
In carriera prese parte a tre edizioni dei Giochi olimpici invernali, Nagano 1998 (36ª nella 15 km, non conclude la 30 km, 5ª nella staffetta), Salt Lake City 2002 (18ª nella 10 km, non conclude la 30 km, 15ª nella sprint, 20ª nell'inseguimento, 1ª nella staffetta) e Torino 2006 (12ª nella sprint, 52ª nell'inseguimento), e a otto dei Campionati mondiali, vincendo una medaglia.

## Palmarès

### Olimpiadi
- 1 medaglia:
  - 1 oro (staffetta a Salt Lake City 2002)

### Mondiali
- 1 medaglia:
  - 1 oro (staffetta a Val di Fiemme 2003)

### Coppa del Mondo
- Miglior piazzamento in classifica generale: 12ª nel 2003
- 24 podi (8 individuali, 16 a squadre[2]):
  - 3 vittorie (a squadre)
  - 14 secondi posti (4 individuali, 10 a squadre)
  - 7 terzi posti (4 individuali, 3 a squadre)

#### Coppa del Mondo - vittorie
| Data             | Località             | Nazione   | Spec.                                                               |
| ---------------- | -------------------- | --------- | ------------------------------------------------------------------- |
| 19 gennaio 2003  | Nové Město na Moravě | Rep. Ceca | 4x5 km (con Viola Bauer, Claudia Nystad ed Evi Sachenbacher-Stehle) |
| 23 marzo 2003    | Nové Město na Moravě | Rep. Ceca | 4x5 km (con Viola Bauer, Claudia Nystad ed Evi Sachenbacher-Stehle) |
| 18 dicembre 2005 | Canmore              | Canada    | TS TC (con Viola Bauer)                                             |

Legenda:

TC = tecnica classica

TS = sprint a squadre